# 島田悠平
島田 悠平（しまだ ゆうへい、1997年12月25日 - ）は、ジャパンラグビーリーグワンクボタスピアーズ船橋・東京ベイに所属するラグビー選手。

## プロフィール
- 東京都出身。
- ポジションはウィング(WTB)。
- 身長 183 cm、体重 87 kg
- 弟の耕成もラグビー選手[1](現・一橋大学)。
- 7人制ユース日本代表に選ばれたことがある。
- U20日本代表スコッドに選ばれたことがある[2]。

## 略歴
2016年、國學院久我山高校卒業後、筑波大学に入る。なお國學院久我山高校時代、高校日本代表に選ばれたことがある。
2020年、筑波大学卒業後、クボタスピアーズ(現・クボタスピアーズ船橋・東京ベイ)に加入。
2022年12月18日に行われたJAPAN RUGBY LEAGUE ONE第1節東京サントリーサンゴリアス戦にて途中出場でリーグワン公式戦初出場を果たした。